# Гёкчеада
Гёкчеада́, Имро́з (тур. Gökçeada, тур. İmroz, греч. Ίμβρος) — остров в северной части Эгейского моря, при входе в Саросский залив, принадлежит Турции. В административном отношении образует район Гёкчеада, входящий в состав ила Чанаккале.

## География

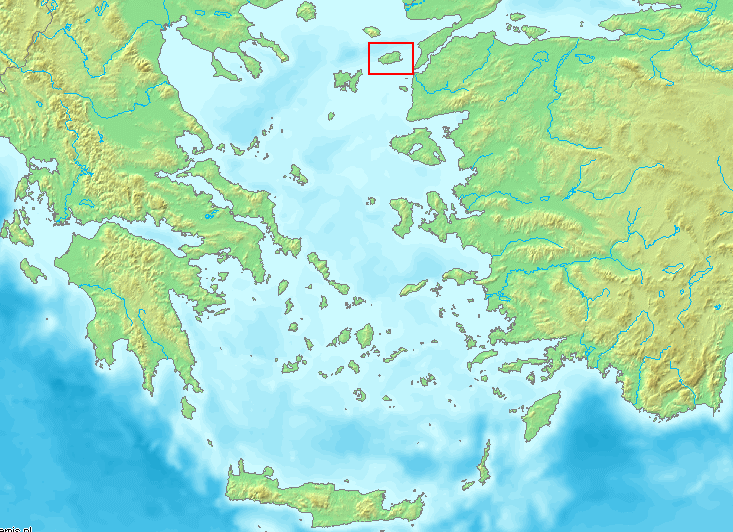
Местоположение острова в Эгейском море

Местоположение острова в составе ила Чанаккале

Является самым большим островом Турции. На полуострове Авляка (Инджирбурну, тур. İncirburnu) находится самая западная точка Турции. Имеет площадь 279 км².

## История острова

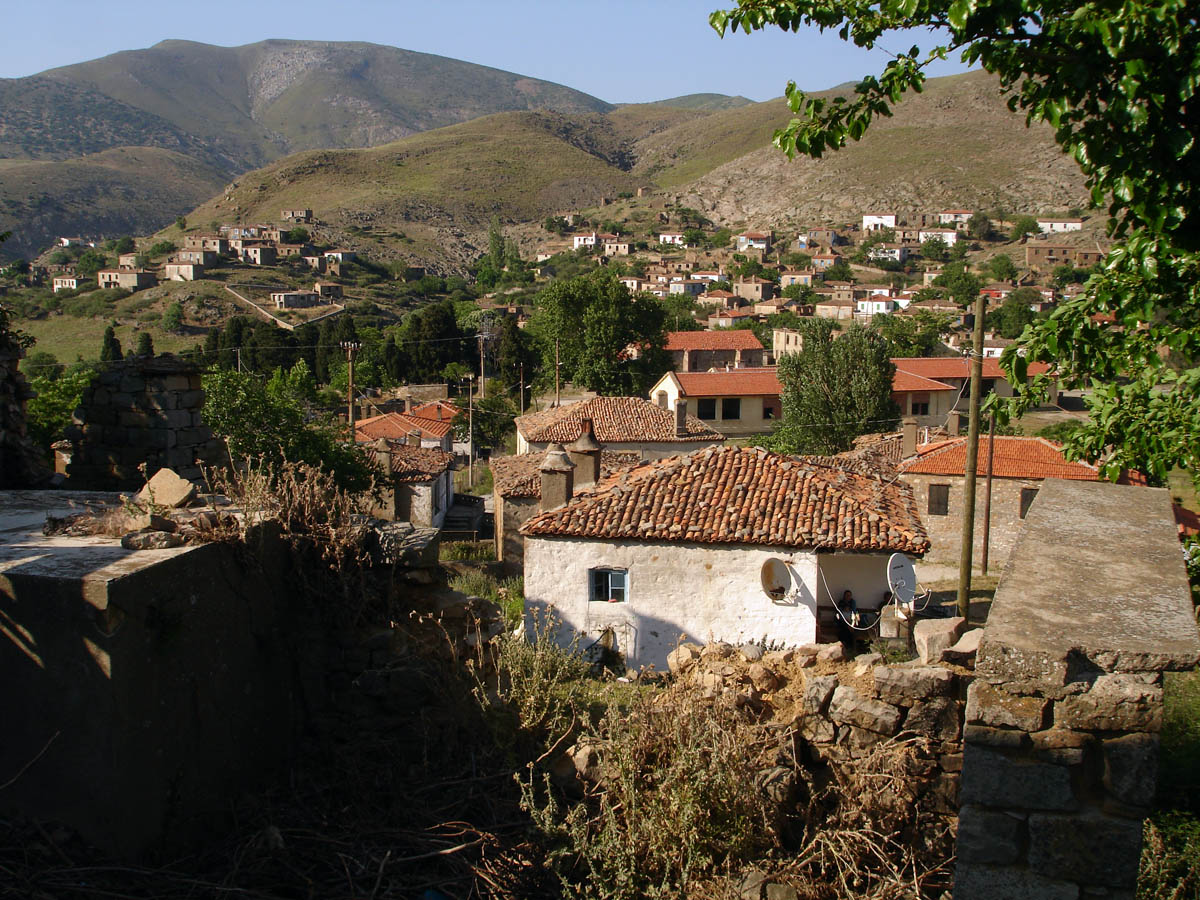
Деревня Дерекёй (Схинуди)

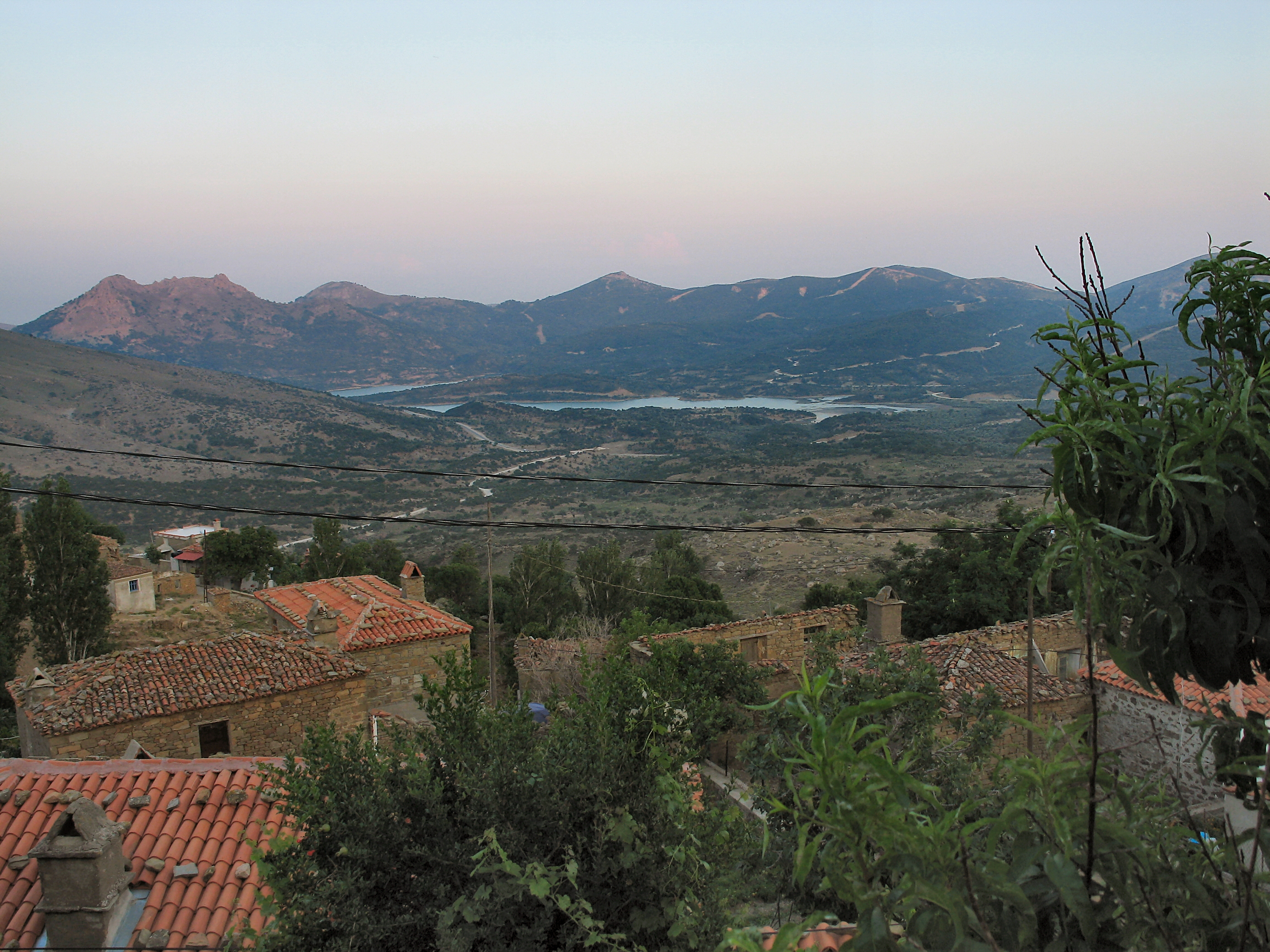
Деревня Зейтинли-кёю (Айос-Теодорос), родина Варфоломея I

В древности назывался Имбр (Имброс).
На острове первоначально проживали пеласги. Около 511 года до н. э. остров захвачен персами. Затем некоторое время островом владеет Мильтиад Младший. На острове находился культовый центр Гермеса. С островом связывают карийский эпитет Имбрасия богини Геры и Артемиды.
В начале XX века 97,5 % населения острова составляли греки. После Балканских войн Греция намеревалась присоединить остров, но из-за давления Великобритании и других европейских держав, учитывавших стратегическое положение острова при входе в Дарданеллы, остался в составе Оттоманской империи. После Первой мировой войны по Севрскому мирному договору Греция получила остров, но после Греко-турецкой войны в 1923 году с новым турецким правительством Кемаля Ататюрка был подписан Лозаннский мирный договор, по которому Имврос возвращался Турции. Тем не менее, из островов Имврос и Тенедос создавался особый административный район, и они исключались из программы обмена населением между Грецией и Турцией. Греческому населению гарантировались право на свободу языка, вероисповедания и обучения на греческом. Тем не менее, Турция последовательно проводила политику уменьшения греческого самоуправления на острове, в 1926 году приняв законы, фактически ликвидировавшие права национальных меньшинств в стране.
Уже в 1923 году были распущено избранное правительство, а вскоре беженцам с острова, проживавшим в Салониках и на Лемносе, было воспрепятствовано в возвращении домой. В 1926 году все географические названия острова были заменены на турецкие. В 1927 году было отменено местное самоуправление и закрыты греческие школы. Вновь открытые в 1952—1953 годах, они были окончательно закрыты в 1964 году.
В 1943 году вместе с другими православными иерархами был арестован митрополит Имвроский и Тенедосский Иаков (Папапаисиу), а земли афонских монастырей на острове конфискованы. Неоднократно подвергались арестам мэр и городские советники на острове.

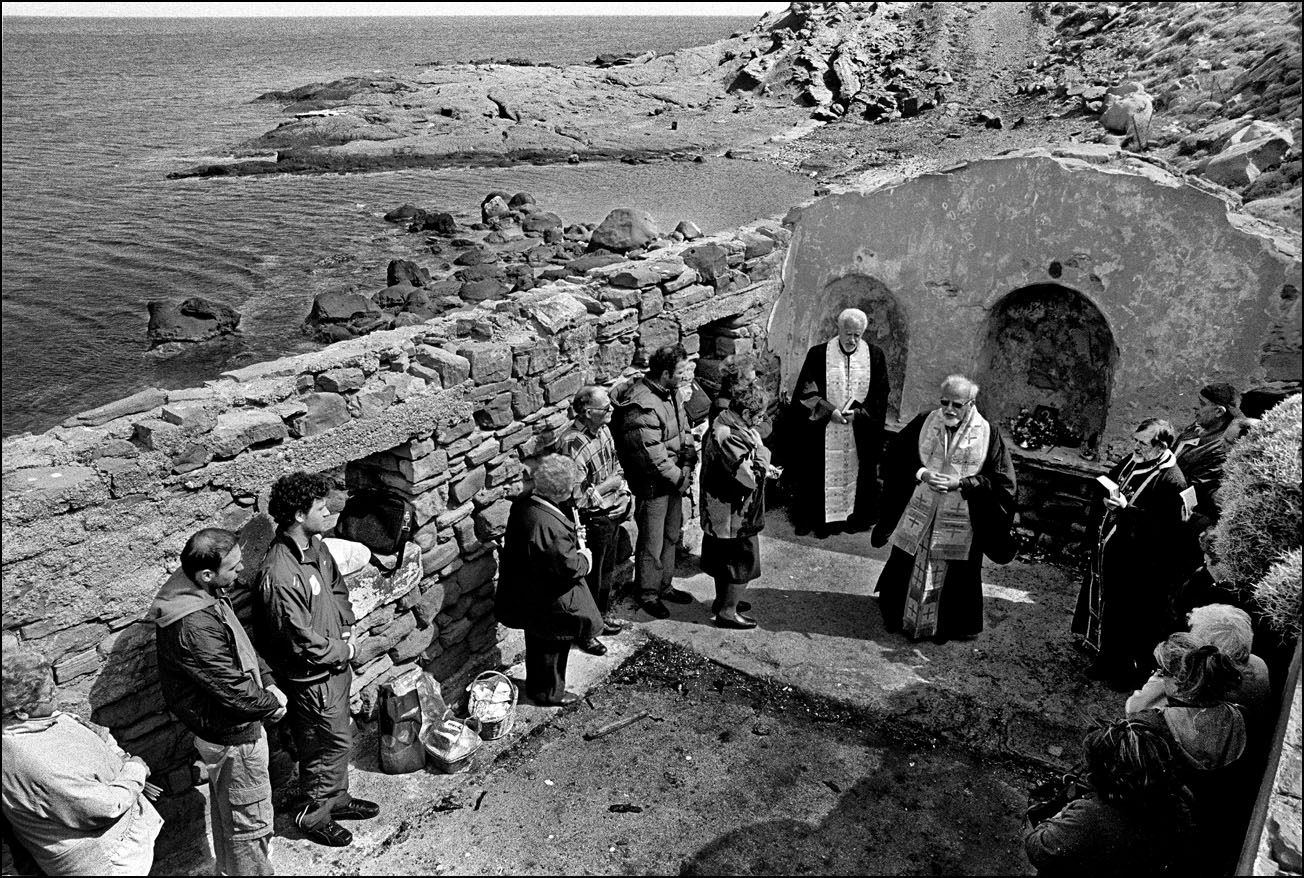
Митрополит Кирилл (Драгунис) совершает богослужение на руинах разрушенного греческого храма, 2008 год

В 1964—1984 годах большая часть земель на острове была передана под нужды армии и полиции (была открыта тюрьма). В 1974 году, в ночь турецкого вторжения на Кипр, был осквернён православный собор в Кастро (Калекёе). В марте 1993 года было разграблено новое здание собора.
С июля 1993 года официально проводится переселение на остров турок с материка. Всё это привело к интенсивной эмиграции греческого населения, которое к 1970 году составляло всего лишь около 40 % населения острова, в то время как в 1964 году на острове проживало около 7 тысяч греков и 400 турецких чиновников. В настоящее время на острове осталось лишь немногочисленное греческое население, состоящее в основном из стариков.
Акты вандализма продолжаются сегодня и по отношению к мертвым: 29 октября 2010 г., в день празднования основания Турецкой Республики, было разрушено 78 надгробий греческого кладбища Панайи.

## Население
Согласно проведённой в 2019 году переписи населения, на острове проживают 9440 человек, из которых 6229 человека проживают в столице острова — Чинарлы (греческое название Панайия Баломени), а 3211 в сельской местности. Большинство населения составляют турки, но, несмотря на интенсивную вынужденную эмиграцию, на острове ещё проживают около 300 греков. В 2000 году население острова составляло 7254 человека. В 2010 году население острова составляло 7885 человека.
Этнический состав
 Турки
 Греки
| Населённые пункты          | 1927 | 1927 | 1970 | 1970 | 1975 | 1975 | 1980 | 1980 | 1985 | 1985 | 1990 | 1990 | 1997 | 1997 | 2000 | 2000 |
| Чинарлы / Панайия Баломени | -    | -    | 3578 | 615  | 3806 | 342  | 4251 | 216  | 767  | 70   | 721  | 40   | 553  | 26   | 503  | 29   |
| Бадемли-кёю / Глики        | -    | -    | 66   | 144  | 1    | 57   | 40   | 1    | 13   | 34   | 29   | 22   | 15   | 15   | 15   | 13   |
| Дерекёй / Схинуди          | -    | -    | 73   | 672  | 391  | 378  | 319  | 214  | 380  | 106  | 99   | 68   | 82   | 40   | 68   | 42   |
| Eşelek                     | -    | -    | -    | -    | -    | -    | -    | -    | -    | -    | -    | -    | -    | -    | 152  | -    |
| Fatih                      | -    | -    | -    | -    | -    | -    | -    | -    | 3962 | 45   | 4284 | 32   | 4135 | 21   | 4180 | 25   |
| Kaleköy (Kastro)           | -    | -    | 38   | 36   | 24   | -    | -    | 128  | 94   | -    | 105  | -    | 90   | -    | 89   | -    |
| Şahinkaya                  | -    | -    | -    | -    | -    | -    | -    | -    | -    | -    | 168  | -    | 107  | -    | 86   | -    |
| Şirinköy                   | -    | -    | -    | -    | -    | -    | -    | -    | -    | -    | -    | -    | -    | -    | 189  | -    |
| Тепекёй / Агридиа          | -    | -    | 3    | 504  | 4    | 273  | 2    | 193  | 1    | 110  | 75   | 2    | 2    | 39   | 2    | 42   |
| Uğurlu                     | -    | -    | -    | -    | -    | -    | -    | -    | 460  | -    | 490  | -    | 466  | -    | 401  | -    |
| Yenibademli                | -    | -    | -    | -    | -    | -    | -    | -    | 416  | -    | 660  | -    | 628  | -    | 581  | -    |
| Yenimahalle (Evlampio)     | -    | -    | 182  | 143  | 162  | 121  | 231  | 81   | 359  | 59   | 970  | 27   | 2240 | 25   | 2362 | 27   |
| Зейтинли-кёю / Айи-Теодори | -    | -    | 30   | 507  | 15   | 369  | 36   | 235  | 72   | 162  | 25   | 130  | 12   | 82   | 12   | 76   |
| ВСЕГО                      | 157  | 6555 | 3970 | 2621 | 4403 | 1540 | 4879 | 1068 | 6524 | 586  | 7626 | 321  | 8330 | 248  | 8640 | 254  |

## Экономика
Основными отраслями экономики являются туризм, рыболовство, производство вина и выращивание оливок.
Неподалёку от города Чинарлы находится аэродром.

## Достопримечательности
Среди достопримечательностей острова — средневековый замок в Калекёе (Кастро). К югу от Тепекёя (Агридия) находится потухший вулкан — высшая точка острова.

## Известные люди
- В деревне Зейтинли-кёю в 1940 году родился Патриарх Константинопольский Варфоломей I (в миру — Димитриос Архондонис).
- Архиепископ Иаков, в миру Димитриос Кукузис (Зейтинли-кёю, 1911 — Стэмфорд (Коннектикут), 2005).
- Меледзис, Спирос (1906—2003) — участник греческого Сопротивления [1941-44] и его негласный фоторепортёр, издал ряд ценных фотоальбомов, один из них о своей родине — Имбросе.
- Михаил Критовул Имбриот — поздневизантийский историк (около 1410, Имврос, умер не ранее 1468).